# Bag of Tricks
Bag of Tricks es un álbum recopilatorio de la banda canadiense Annihilator. Fue lanzado en 1994.

## Lista de canciones
| N.º | Título                              | Escritor(es)                          | Duración |  |
| 1.  | «Alison Hell» (Remastered Version)  | Jeff Waters, John Bates               | 5:03     |  |
| 2.  | «Phantasmagoria» (Demo version)     | Waters                                | 3:57     |  |
| 3.  | «Back to the Crypt»                 | Waters                                | 4:09     |  |
| 4.  | «Gallery»                           | Waters, Bates                         | 4:08     |  |
| 5.  | «Human Insecticide» (Live)          | Waters, Bates                         | 5:44     |  |
| 6.  | «The Fun Palace» (Extended Mix)     | Waters, Coburn Pharr                  | 6:22     |  |
| 7.  | «W.T.Y.D.» (Live)                   | Waters, Bates                         | 4:58     |  |
| 8.  | «Word Salad» (Live)                 | Waters                                | 6:36     |  |
| 9.  | «Live Wire» (Live)                  | Angus Young, Malcolm Young, Bon Scott | 5:16     |  |
| 10. | «Knight Jumps Queen» (Demo version) | Waters                                | 3:46     |  |
| 11. | «Fantastic Things»                  | Waters, Wayne Darley                  | 4:27     |  |
| 12. | «Bats in the Belfry» (Demo version) | Waters, Ray Hartmann, Pharr           | 3:44     |  |
| 13. | «Evil Appetite»                     | Waters, Neil Goldberg, Pharr          | 3:40     |  |
| 14. | «Gallery» (86)                      | Waters, Bates                         | 4:00     |  |
| 15. | «Alison Hell» (86)                  | Waters, Bates                         | 5:09     |  |
| 16. | «Phantasmagoria» (86)               | Waters                                | 3:56     |  |

## Músicos
- Jeff Waters – Guitarra, Voz en canciones 14–16, Bajo en canción 1, 14–16, Coros
- Randy Rampage – Voz en 1–5
- Coburn Pharr – Voz en 6–10, 12–13
- Dave Scott Davis – Guitarr en tracks 5–9
- Neil Goldberg – Guitarra en tracks 10–13
- Wayne Darley – Bajo, Voz en track 11
- Ray Hartmann – Batería
- Mike Mangini – Batería en tracks 12–13
- Paul Malek – Batería en tracks 14–16